# Белавиа
«Белавиа» (бел. Белавія) — белорусская государственная авиакомпания со штаб-квартирой в Минске. Образована в 1996 году. Основные рейсовые и чартерные международные полёты осуществляет из Национального аэропорта Минск. Полное наименование — Открытое акционерное общество «Авиакомпания „Белавиа“».
Компания имеет 17 представительств в странах ближнего и дальнего зарубежья, является членом международной организации авиаперевозчиков — IATA (с 12 августа 1997 года).
В 2020 году было перевезено 1 707 040 пассажиров, что на 58,4 % меньше, чем в 2019 году. Такие результаты обусловлены введением ограничительных мер в связи с пандемией COVID-19. «Белавиа» осуществила 16 600 регулярных рейсов в 32 аэропорта 31 государства, а также 3094 чартерных рейса в 77 аэропортов 38 государств. Также в течение года «Белавиа» продолжила уделять особое внимание развитию транзитных перевозок через Национальный аэропорт «Минск». Доля транзитных пассажиров на регулярных рейсах авиакомпании составила 44,7 %.
C 2019 года для транзитных пассажиров компания предложила воспользоваться перелётом с остановкой (стоповером) в Минске. Эта опция позволяет пассажирам, следующим с пересадкой через Национальный аэропорт «Минск», остановиться на срок от 24 до 72 часов в столице Белоруссии.
В мае 2021 года, после инцидента с посадкой Boeing 737 в Минске, против авиакомпании были введены санкции, запрещающие ей выполнять рейсы в страны Евросоюза, Великобританию, США, Украину и ряд других стран. В декабре того же года «Белавиа» попала в санкционные списки Европейского союза, Швейцарии и некоторых других стран Европы, а впоследствии также под санкции США.

## История
История белорусской гражданской авиации берёт своё начало с 7 ноября 1933 года, когда состоялось торжественное открытие Минского аэровокзала — первого белорусского пассажирского терминала. Следующей весной в Минске приземлились 3 самолёта По-2, принадлежавших Смоленскому авиаподразделению спецприменения Московского управления гражданского воздушного флота. В 1936 году начали осуществляться первые регулярные почтово-пассажирские рейсы в Москву. Летом 1940 года основан Белорусский «104-й Объединённый авиационный отряд» ГУВФ, количество рейсов достигло восьми. С октября 1944 года по май 1953 года существовало Белорусское управление Гражданского воздушного флота (БУГВФ). Начальниками которого были: Коротков В. М., Клуссон Е. Т., Горбунов К. Д. С мая 1953 года по декабрь 1964 года существовало Белорусское территориальное управление Гражданского воздушного флота (БТУГВФ). Начальниками которого были: Симонянц В. С. и Горб В. Н. А 27.07.1964 году Указом Президиума ВС СССР № 2729-VI из Главного управления гражданского воздушного флота (ГУГВФ) при Совете министров СССР было создано Министерство Гражданской авиации СССР (МГА СССР). После чего были переименованы все (15) союзных ТУГВФ в Управления гражданской авиации. Так появилось Белорусское Управление Гражданской Авиации (БУГА). В котором, впервые с 1973 года, была введена должность флаг-штурмана, а затем и главного штурмана (Лагун, Леонид Демидович). Начальниками БУГА были: Глущенко Д. Г. и Курило В. М.
С 1961 года по 1983 год происходит пополнение воздушного флота Белорусского Управления Гражданской Авиации. За эти годы был получен турбовинтовой самолёт Ан-10 (1961 г.), в 1963 году белорусскую регистрацию получил первый самолёт Ту-124, в 1973 году началась эксплуатация первого самолёта Ту-134А. В сентябре-октябре 1982 года во владение Минской авиационной технической базы перешёл первый самолёт Ту-154. В период существования БССР были открыты первые авиалинии на вышеперечисленных типах самолётов как в страны социалистического лагеря: Польши (Варшава), Чехии (Прага), Венгрии (Будапешт), ГДР (Берлин, Лейпциг), так и в страны капиталистического лагеря: Австрия (Вена) и т. д. с единственного на тот момент международного и столичного аэропорта Минск-1. (См. первопроходца первой реактивной техники и первого главного штурмана Белорусской республики Лагун, Леонид Демидович).
В тот период, в связи с возрастающей угрозой угонов самолётов, в целях безопасности полётов экипажам выдавалось штатное оружие типа пистолета Макарова.
После распада СССР и обретения независимости Белоруссией в 1991 году было образовано Белорусское объединение гражданской авиации «Белавиа», которое унаследовало парк воздушных судов, принадлежавших Белорусскому Управлению Гражданской Авиации (БУГА). В структуру объединения которого вошли все предприятия гражданской авиации Белоруссии, ранее принадлежавшие БУГА.
Национальная авиакомпания «Белавиа» была образована 5 марта 1996 года в результате реорганизации Белорусского объединения гражданской авиации. В период 1995—1997 годов были открыты рейсы в Ларнаку, Лондон, Пекин, Рим и Стамбул. 12 августа 1997 года «Белавиа» вступила в действительные члены Международной ассоциации воздушного транспорта (ИАТА).
В 1998 году открывается новый маршрут Минск-2 — Прага — Минск-2 на самолётах типа Боинг-737. До этого с 1950 года в Прагу летали ТУ-134 (ТУ-124, Ан-12, Ан-10, Ил-14) с аэропорта Минск-1. В этом же году «Белавиа» объединилась с авиакомпанией «Минскавиа», в результате чего её флот пополнился несколькими Ан-24, Ан-26 и Як-40, и получила по лизингу «ТУ-154М».
В 2000 году объединились авиакомпании «Белавиа» и «Могилёвавиа».
18 мая 2001 года открыто регулярное сообщение между Минском и Парижем.
В 2002 было подписано первое соглашение «код-шеринг» с Австрийскими авиалиниями, которое положило начало активному сотрудничеству с зарубежными партнёрами.
В международных перевозках «Белавиа» сотрудничает с такими известными авиакомпаниями как российская «Аэрофлот», а также зарубежные Aer Lingus, LOT, Lufthansa, Austrian Airlines и другие, с которыми заключены соглашения о коммерческом сотрудничестве.
В 2003 году «Белавиа» начинает выполнять регулярные рейсы в Калининград, в октябре этого же года в Национальный аэропорт «Минск» прибыл первый самолёт западного производства «Боинг 737—500», который был взят авиакомпанией в оперативный лизинг. А подписанное коммерческое соглашение между «Белавиа» и Air Baltic о предоставлении блоков мест на рейсах Минск-Рига-Минск позволило сделать первые шаги в совместной работе двух авиакомпаний.
О профессиональном признании авиакомпании свидетельствует тот факт, что в феврале 2004 года «Белавиа» стала обладателем Бронзовой медали Национального конкурса БРЕНД ГОДА 2003 в номинации «Бренд Профи». Ввод в эксплуатацию второго «Боинга 737-500» и подписание между «Белавиа» и «Аэрофлотом» код-шерингового соглашения на выполнение рейсов Минск-Москва-Минск также стали значительными событиями в 2004 году.
Результатом взаимодействия «Белавиа» и «ЧСА-Чешских авиалиний» в мае 2005 года стало открытие линии Минск-Прага-Минск в соответствии с подписанным соглашением «код-шеринг».
В феврале 2007 года осуществилась поставка первого регионального самолёта CRJ-100 LR, начали выполняться регулярные полёты по маршруту Минск-Баку при участии азербайджанской авиакомпании «Азал», в целях укрепления позиций на рынке и совершенствовании информационной структуры «Белавиа» в марте устанавливает контакты с SABRE Airline Solution и внедряет систему, позволяющую использовать технологию электронного билета при работе с турагентствами и партнёрами по интерлайн-соглашениям, а также начинает внедрять программу поощрения часто летающих пассажиров. Продажа электронных билетов (e-ticket) «Белавиа» в системе «Амадеус» через агентов по продаже авиаперевозок (BSP) Австрии, Италии, Польши, Швеции, Германии, Украины, Кипра и Чехии становится возможной уже в июле 2007 года. В этом же году для пассажиров стало возможным осуществлять перелёт по новому регулярному маршруту Минск-Санкт-Петербург.
С 11 февраля 2008 года у пассажиров, вылетающих рейсами из Москвы, появляется возможность покупки электронного авиабилета.
В 2008 году компания подписывает электронные интерлайн-соглашения с авиакомпаниями Air One (Италия), LOT (Польша), Air Baltic (Латвия), Austrian Airlines, Aerosvit (Украина), British Airways, Lufthansa (Германия), KD Avia (Россия), израильской El Al и S7 (Россия).
В июне 2008 года налажено прямое сообщение между Минском и Миланом, открыто представительство второго собственного офиса в Италии.
В рамках реализации государственной программы развития гражданской авиации Белоруссии «Белавиа» приобретает в 2008 году в оперативный лизинг два «Боинга 737-500» и один «Боинг 737-300» от американской лизинговой компании «ILFC- International Leasing Finance Corporation» («Международная Лизинговая Финансовая Корпорация»).
В конце 2008 года «Белавиа» внесена в регистр ИАТА как авиакомпания, соответствующая стандартам эксплуатационной безопасности (IOSA). Наличие сертификата IOSA подтверждает использование авиакомпанией передовых стандартов в области управления безопасностью полётов, определяет международный статус безопасного перевозчика, даёт потенциал к расширению международного сотрудничества с ведущими авиакомпаниями мира, упрощает выход на новые рынки.
За первую половину 2009 года «Белавиа» взяла в лизинг и ввела в эксплуатацию четыре самолёта западного производства: два — Боинг 737-300 и два CRJ-200, а самолёт Ан-24 был выведен из состава воздушного флота авиакомпании.
В августе этого же года «Белавиа» открыла новый регулярный рейс по маршруту Минск-Амстердам-Минск.
11 ноября 2009 года вошло в историю «Белавиа» как день когда был приобретён первый авиабилет «Белавиа» через интернет на сайте авиакомпании. В тот раз пассажир приобрёл билет на рейс Минск-Москва-Минск в экономическом классе.
В том же месяце авиакомпания стала лауреатом первой национальной премии в области маркетинга «Энергия успеха» в номинации «Лучшие коммуникации, выстроенные средствами BTL».
С 4 декабря «Белавиа» открывает продажу электронных билетов на рейсы национального голландского авиаперевозчика «KLM Royal Dutch Airlines». Таким образом пассажиры, летающие рейсами «Белавиа», получили дополнительную возможность путешествовать в страны Европы, Северной и Южной Америки через Амстердам.
С конца 2009 года на бортах ВС Национального авиаперевозчика начинает полёты новый ежемесячный бортовой журнал авиакомпании «Belavia ON AIR».
Начало следующего года ознаменовалось для «Белавиа» открытием нового маршрута Минск — Рига.
7 апреля в аэропорту «Минск» приземлился очередной самолёт американского производства Boeing 737-500, приобретённый авиакомпанией «Белавиа» в оперативный лизинг. Так парк воздушных судов стал насчитывать уже шесть самолётов данной модификации.

### В 2010-х годах
17 мая 2010 «Белавиа» и крупнейший французский авиаперевозчик Air France внедрили электронное интерлайн-соглашение, на основании которого обе стороны получили возможность оформлять электронные перевозочные документы на рейсы друг друга.
Важным и приятным событием для Национальной авиакомпании «Белавиа» стало присоединение в июле к Европейской ассоциации региональных авиакомпаний (ERAA).
Динамично развивая партнёрские отношения, за второе полугодие 2010 года «Белавиа» заключила двустороннее интерлайн-соглашение (а следом за ним и электронное интерлайн-соглашение) с американской авиакомпанией «Дельта». Ещё одним партнёром для «Белавиа» стала авиакомпания «Татарстан», с которой также было подписано интерлайн-соглашение.
Продолжая развивать маршрутную сеть, «Белавиа» открыла новое направление: 15 сентября 2010 года из Национального аэропорта вылетел первый рейс в Батуми.
В соответствии с государственной программой развития гражданской авиации «Белавиа» приобретает в оперативный лизинг очередное воздушное судно — самолёт CRJ-200LR канадского производителя Bombardier. 26 октября он приземлился в аэропорту «Минск», прилетев из датского города Сондерборг.
14 декабря 2008 года «Белавиа» открыла регулярный рейс по маршруту Минск — Ашхабад — Минск. Полёты в столицу Туркменистана стали выполняться один раз в неделю.
28 апреля 2013 года «Белавиа» открыла рейс в Самару (Международный аэропорт «Курумоч»), который стал седьмым по счёту направлением в Россию. Полёты стали выполняться 2 раза в неделю.
15 сентября 2013 года был открыт первый регулярный рейс по маршруту Минск-Будапешт-Белград-Будапешт-Минск. Это единственный рейс белорусской авиакомпании, который связывает два пункта назначения в других государствах.
17 декабря 2014 года был открыт новый авиарейс по маршруту Минск-Женева-Минск, а 19 декабря был выполнен первый регулярный полёт в Вильнюс.
3 января 2014 года в аэропорту «Минск» приземлился очередной Boeing 737-300 авиакомпании «Белавиа».
28 апреля 2014 состоялся первый регулярный авиарейс по маршруту Минск-Ницца-Минск. Полёты стали выполняться трижды в неделю.
30 апреля 2014 в аэропорту «Минск» приземлился новый самолёт «Белавиа» Embraer-195LR. Это воздушное судно было приобретено авиакомпанией в собственность напрямую у бразильской компании. Позже, в мае, был приобретён второй Embraer-195LR.
23 января 2015 флот «Белавиа» пополнился первым Boeing 737-800NG. Это позволило авиакомпании оперативно реагировать на развитие спроса со стороны пассажиров на среднемагистральные направления. В апреле этого же года флот пополняет ещё один Boeing 737-800NG.
29 апреля 2015 года состоялся первый регулярный авиарейс авиакомпании по маршруту Минск-Алматы-Минск.
2 июля 2015 года между «Белавиа» и Uzbekistan Airways начало действовать электронное интерлайн-соглашение
19 июня 2016 года «Белавиа» открыло еженедельный рейс по маршруту Минск-Паланга-Минск.
17 августа 2016 года «Белавиа» начала выполнение регулярных рейсов по маршруту Минск-Львов-Минск. Полёты выполняются с частотой 4 раза в неделю.
13 сентября 2016 «Белавиа» совершила первый полёт в новый аэропорт Московской области «Жуковский», став первым перевозчиком, который начал выполнять полёты в этот аэропорт.
15 сентября 2016 года «Белавиа» и «Узбекистон хаво йуллари» подписали соглашение о совместной эксплуатации авиалинии («код-шеринг»).
В 2017 «Белавиа» получила высшую оценку «пять звёзд» в рейтинге региональных авиакомпаний по версии американской пассажирской ассоциации APEX.
30 декабря 2017 годовой пассажиропоток «Белавиа» впервые в истории авиакомпании достиг трёх миллионов человек.
28 апреля 2018 года «Белавиа» осуществила первый рейс по маршруту Минск-Ростов-на Дону-Минск.
30 октября 2018 года «Белавиа» выполнила первый регулярный рейс по новому маршруту Минск-Кишинёв-Минск.
17 декабря 2018 года «Белавиа» выполнила первый регулярный рейс по маршруту Минск-Воронеж-Минск.
15 июля 2019 года «Белавиа» выполнила первый регулярный рейс по маршруту Минск-Мюнхен-Минск.

#### Акционирование
30 декабря 2013 года был издан Приказ Госкомимущества об акционировании «Белавиа», из названия компании в ходе акционирования пропало слово «Национальная».

#### Ребрендинг
15 августа 2016 года в аэропорту Минска приземлился Boeing 737-800NG, прибывший с завода-изготовителя (г. Сиэтл, США) в новой ливрее «Белавиа». В тот же день был представлен ребрендинг авиакомпании, который разрабатывался на протяжении полутора лет. Для пассажиров прошлая ливрея «Белавиа» ассоциируется с авиакомпаниями советского времени, что накладывает отпечаток на образ белорусской авиакомпании. Для того чтобы сформировать современный имидж «Белавиа», а также выйти на новый уровень взаимодействия с клиентами, было принято решение провести ребрендинг. Главным новым элементом белорусской авиакомпании «Белавиа» выступает традиционный белорусский цветок василёк, который с давних пор считается символом чистоты, приветливости и дружелюбия. Сердцевина графического «василька» означает дом, то есть Белоруссия, куда всегда хочется возвращаться, а лепестки синего цветка передают ощущение полёта и движения вперёд. Василёк также отражает слоган авиакомпании «Мы соединяем». Новый фирменный стиль будет представлен во внешнем оформлении корпоративных элементов авиаперевозчика: интерьеры самолётов и офисов, форма экипажей, шаблоны для документации, официальный сайт, навигационные и рекламные поверхности.

#### Брендированные самолёты
29 июля 2016 года авиакомпания представила воздушное судно Boeing 737-300 (бортовой номер EW-254PA) в ливрее популярной белорусской интернет-игры World of Tanks. Макет самолёта выполнен в корпоративных цветах бренда World of Tanks. Фюзеляж самолёта стал чёрным, крылья — оранжевыми. В задней части красуется огромный оранжевый орнамент в белорусском стиле, выполненный в форме танка Т-34, а сбоку надписи: «Игра из Беларуси, в которую играет весь мир». На хвосте — огромный белый василёк, который стал символом авиакомпании после проведения ребрендинга. Его оформляли в чешской Остраве, потратив 300 литров краски. Основная идея брендированной ливреи — показать, что игра родом из Белоруссии. Для Белоруссии это первый случай коммерческого брендирования самолёта.
12 декабря 2018 в аэропорту Минск приземлился самолёт Embraer ERJ-195LR с бортовым номером EW-400PO, брендированный для компании Wargaming. Покрасили его в Ульяновске. Использованы цвета серебристый, оранжевый, чёрный. Около передней двери виднеется зубр. Интерьер салона также брендирован в стиле игры World of Tanks. В танколет 2.0 ребрендингу так же подвергся и салон. Подголовники имеют символ техники (ТТ, СТ, ЛТ, ПТ, САУ). На откидных столиках представлены ТТХ техники. Так же аудиоряд использует музыку из самой игры. И приветствие на борту стилизовано под игру.

### В 2020-х годах
С 11 апреля 2021 вновь запущены регулярные рейсы Минск-Нижний Новгород-Минск.
С 13 апреля 2021 возобновлены регулярные полёты авиакомпании по маршруту Минск-Казань-Минск.
24 мая 2021 Евросовет распорядился запретить «Белавиа» полёты во все страны ЕС. «Белавиа» выставила свой первый самолёт Ту-154 на продажу.
После начала миграционного кризиса на границах «Белавиа» была включена в пятый пакет санкций Европейского союза, вступивший в силу 2 декабря 2021 года. 20 декабря к санкциям ЕС присоединилась Швейцария, а 22 декабря — Албания, Исландия, Лихтенштейн, Норвегия, Северная Македония, Сербия, Черногория.
29 октября 2023 года авиакомпания «Белавиа» открыла регулярные рейсы в Международный аэропорт Внуково из Гомеля.
3 апреля 2024 года «Белавиа» открыла прямое сообщение между Брестом и Москвой (Шереметьево).
26 апреля 2024 года авиакомпания «Белавиа» открыла регулярные рейсы в Международный аэропорт Махачкала из Минска.

## Направления
В апреле 2021 года, авиакомпания выполняла рейсы в 28 стран по 38 направлениям.
С конца мая авиакомпания перестала выполнять рейсы в Европу, после запрета со стороны ЕС из-за инцидента в минском аэропорту. В декабре 2021 года маршрутная сеть авиакомпании включала 20 направлений.
По состоянию на апрель 2024 года авиакомпания выполняет полёты из Минска по следующим направлениям:
- Россия
  - Москва (Шереметьево, Домодедово, Внуково)
  - Санкт-Петербург (Пулково)
  - Калининград
  - Казань
  - Екатеринбург
  - Сочи
  - Мурманск
  - Махачкала
- Грузия
  - Тбилиси
  - Батуми
  - Кутаиси
- Армения
  - Ереван
- Узбекистан
  - Ташкент
  - Наманган
- Казахстан
  - Астана
- Объединённые Арабские Эмираты
  - Дубай
  - Абу-Даби
  - Шарджа
- Израиль
  - Тель-Авив
- Турция
  - Стамбул
  - Анталия
  - Бодрум
- Азербайджан
  - Баку
- Индия
  - Дели
- Туркменистан
  - Туркменбашы

### Список код-шеринговых партнёров
«Белавиа» имела ряд код-шеринговых партнёров, с которыми выполняла совместные рейсы:
- AirBaltic
- Air France
- Etihad
- Finnair Oyj
- KLM
- LOT-Polish Airlines
- S7 Airlines
- Turkish Airlines
- Ural Airlines
- Uzbekistan Airways
- Авиакомпания «Мотор Сич»
- Азал -«Азербайджан Хава Йоллары»
- Turkish Airlines
- Ural Airlines
- Turkish Airlines
- Ural Airlines

- Turkish Airlines
- Ural Airlines

### Список интерлайн-партнеров
| Air Astana            | Air Astana            | Emirates                  | Emirates                  | Qatar Airways                  | Qatar Airways                  | Авиакомпания «Мотор Сич»  | Авиакомпания «Мотор Сич»  |
| Air Baltic            | Air Baltic            | Etihad                    | Etihad                    | S7 Airlines                    | S7 Airlines                    | Азербайджанские авиалинии | Азербайджанские авиалинии |
| Air China             | Air China             | Finnair Oyj               | Finnair Oyj               | SAS — Scandinavian Airlines    | SAS — Scandinavian Airlines    | Аэрофлот                  | Аэрофлот                  |
| Air France            | Air France            | Fly Dubai                 | Fly Dubai                 | TAROM                          | TAROM                          | Нордавиа                  | Нордавиа                  |
| Air India             | Air India             | Georgian Airways          | Georgian Airways          | Turkish Airlines               | Turkish Airlines               | Северсталь                | Северсталь                |
| Air Serbia            | Air Serbia            | Hahn Air                  | Hahn Air                  | Turkmenistan Airlines          | Turkmenistan Airlines          |                           |                           |
| Austrian Airlines     | Austrian Airlines     | Hainan Airlines           | Hainan Airlines           | Ukraine International Airlines | Ukraine International Airlines |                           |                           |
| Cubana                | Cubana                | KLM                       | KLM                       | Ural Airlines                  | Ural Airlines                  |                           |                           |
| Czech Airlines        | Czech Airlines        | LOT                       | LOT                       | Utair                          | Utair                          |                           |                           |
| DB Vertrieb GmbH      | DB Vertrieb GmbH      | Lufthansa German Airlines | Lufthansa German Airlines | Uzbekistan Airways             | Uzbekistan Airways             |                           |                           |
| Delta Air Lines       | Delta Air Lines       | Nordwind Airlines         | Nordwind Airlines         | Vietnam Airlines               | Vietnam Airlines               |                           |                           |
| EL AL Israel Airlines | EL AL Israel Airlines | Onur Air                  | Onur Air                  | SCAT                           | SCAT                           |                           |                           |

## Флот
16 октября 2003 года в Национальный аэропорт Минск прибыл первый самолёт западного производства Boeing 737-500 взятый авиакомпанией в лизинг. Второй такой самолёт прибыл в распоряжение «Белавиа» в апреле 2004 года.
Все иностранные машины авиакомпания приобрела на условиях лизинга. Это разные виды лизинга: относительно CRJ-100LR — финансовый, по истечении сроков которого самолёт перейдёт в собственность компании. Для Boeing — оперативный лизинг, в отношении одного из самолётов срок финансовой аренды продлён на 5 лет после истечения предыдущего срока.
В конце мая 2013 года, компанией был приобретён 6-й по счёту самолёт Boeing 737-300 у румынской компании Carpatair.
17 июля 2018 года «Белавиа» и Air Lease Corporation (ALC), американская лизинговая компания, объявили на Фарнборо, одном из крупнейших в мире авиасалонов, о заказе четырёх современных авиалайнеров Boeing 737 MAX на условиях лизинга.
Поставка новых самолётов с завода-изготовителя в Сиэтле в Минск была запланирована на 2019—2020 годы. Первый авиалайнер в рамках данной сделки ожидался в Минске в мае 2020 года, однако 2 катастрофы Boeing 737 MAX-8 в Индонезии и Эфиопии и последующий запрет на эксплуатацию воздушных судов данной модели остановил поставки этих самолётов в адрес всех заказчиков, в том числе и авиакомпании «Белавиа».
Компания делает ставку на обновление своего самолётного парка. Старые самолёты Boeing Classic моделей 737-300 и 737-500 выводятся из эксплуатации и заменяются на новые современные Embraer и Boeing. Однако из-за введённых в 2022 году санкций против Белоруссии, обновление парка было остановлено из-за невозможности поставок. В сети ходили слухи о желании авиакомпании приобрести российские самолёты Sukhoi Superjet100. Однако, на данный момент информация не подтвердилась. Тем не менее Superjet100 на данный момент является единственным самолётом, которая авиакомпания может приобрести до появления нового российского МС21, а также других улучшенных самолётов из России.
По состоянию на декабрь 2020 года в распоряжении «Белавиа» имелись следующие самолёты. 23 декабря 2020 г. авиакомпания получила первый Embraer E-195-E2.
По данным russiaplane.net от АК «МинскАвиа» «Белавиа» получила Як-40, Ан-24 и Ан-26
А от Аэрофлота: Ту-154Б2/М, Ту-134А, Ан-24 и один Ил-86 который был во флоте с 1994 по 1996 для полётов в США и Китай, но потом был передан в Атлант-Союз, так как рейсы были не выгодны из-за нехватки пассажиров.

### Выведены из эксплуатации
Ранее эксплуатировавшиеся типы самолётов:
| Тип самолёта | Фото самолёта | Год ввода | Год вывода |
| Ан-24        |               | 1967      | 2009       |
| Ту-134       |               | 1973      | 2009       |
| Як-40        |               | 1976      | 2006       |
| Ту-154       |               | 1982      | 2017       |
| Ил-86        |               | 1994      | 1996       |

## «Белавиа Лидер»
«Белавиа Лидер» — действующая бонусная программа «Белавиа». Программа позволяет пассажирам накапливать баллы за полёты на рейсах авиакомпании и услуги партнёров для последующего обмена на премиальные авиабилеты «Белавиа».

## Бортовой журнал Belavia «OnAir»
«Белавиа» предлагает своим пассажирам ежемесячное глянцевое инфлайт-издание Belavia OnAir. Первый номер журнала «полетел» на бортах авиапарка компании в декабре 2009 года.
С тех пор каждый месяц свежий выпуск раскладывают в кресла самолётов — издание объёмностью от 224 до 320 страниц становится для пассажиров отличным способом скрасить полёт. Журнал Belavia «OnAir» стал победителем ХІII Национального конкурса печатных средств массовой информации «Золотая Литера» в номинации «Лучшие материалы для досуга».
В журнале публикуются материалы о новых и экзотических направлениях, практичные гиды по городам, эксклюзивные интервью с персонами мирового масштаба, маршруты выходного дня по Белоруссии. Учитывая, что четверть аудитории журнала — иностранные туристы, популярные материалы номера переводятся на английский язык.
С июня 2015 года PDF-версия журнала ежемесячно публикуется на ресурсе ISSUU. В марте 2018 года вышел юбилейный 100-й выпуск издания.

## Международные санкции
27 мая 2021 Франция объявила о запрете полётов самолётов «Белавиа» в своём воздушном пространстве. Запрет на полёты «Белавиа» ввели также Литва, Латвия, Швеция, Великобритания, Финляндия, Чехия, Польша и Украина. Запреты последовали в ответ на принудительную посадку в Минске рейса FR4978 по маршруту Афины — Вильнюс, имевшего место 23 мая 2021 года.
В июне 2021 года санкции в отношении компании также ввели: Северная Македония, Черногория, Сербия, Албания, Исландия, Лихтенштейн, Норвегия и Сингапур.
6 декабря 2021 года, в результате принятия 2 декабря 2021 года пятого пакета санкций ЕС в отношении Белоруссии, Международная ассоциация воздушного транспорта (IATA) отключила Белавиа от международных систем взаиморасчётов для пассажирских и грузовых авиаперевозок.
Руководство «Белавиа» запретило своим сотрудникам протестовать против нарушений на выборах и массовых задержаний в Беларуси, учитывая тот факт, что «Белавиа» является государственным предприятием.
«Белавиа» получает выгоду и поддерживает режим Лукашенко.
«Белавиа» участвует в доставке мигрантов с Ближнего Востока в Беларусь. Мигранты, желающие пересечь внешнюю границу Союза, прилетали в Минск на рейсах «Белавиа» из ряда стран Ближнего Востока, в частности из Ливана, ОАЭ и Турции. Чтобы облегчить эту задачу, «Белавиа» открыла новые маршруты и увеличила количество рейсов на существующих маршрутах. Местные туроператоры выступали в качестве посредников при продаже билетов «Белавиа» потенциальным мигрантам, тем самым помогая «Белавиа» оставаться в тени.
Таким образом, «Белавиа» содействует деятельности режима Лукашенко, способствующей незаконному пересечению внешних границ Союза.Council Decision (CFSP) 2022/307 of 24 February 2022 amending Decision 2012/642/CFSP concerning restrictive measures in view of the situation in Belarus, http://data.europa.eu/eli/dec/2022/307/oj
16 июня 2022 года авиакомпания попала под ограничения США, а в августе 2023 года — в американский санкционный список.
В мае 2024 года Европейский суд общей юрисдикции отклонил иск компании «Белавиа», требовавшей снять с неё санкции Европейского союза.

## Достижения
- За достижение в 2023 году наилучших показателей в сфере социально-экономического развития открытое акционерное общество «Авиакомпания „Белавиа“» признан победителем соревнования и занесен на Республиканскую доску Почёта[45].

## Происшествия
- Авария CRJ-100 в Ереване — самое серьёзное происшествие с самолётами авиакомпании «Белавиа» c момента основания компании к настоящему времени, произошедшее 14 февраля 2008 года с рейсом В2-1834 Ереван—Минск. По предварительным данным расшифровки «чёрных ящиков», после отрыва воздушного судна от взлётно-посадочной полосы появился левый крен, который экипаж самолёта пытался парировать. Затем воздушное судно перешло в правый крен, произошло столкновение его правой плоскости с землёй. Время от момента отрыва самолёта до контакта с землёй составило 6 секунд. На борту находилось 18 пассажиров и 3 члена экипажа. Пассажиры являлись гражданами Белоруссии, Армении, Грузии, России и Украины. Все пассажиры и члены экипажа спасены. Обошлось без жертв.

«Причины происшествия кроются в недостаточной отработке производителем системы защиты данного типа самолёта в условиях потенциального или возможного обледенения, — пояснил генеральный директор авиакомпании Анатолий Гусаров. — Как показал целый ряд исследований и экспериментов, самолёт нужно было облить антиобледенительной жидкостью, это могло бы помочь избежать инцидента». В то же время он отметил, что согласно действовавшим на тот период техническим документам (по температуре, атмосферному давлению и другим параметрам) необходимости такой обработки самолёта не было.
Гендиректор «Белавиа» отметил, что производителем данного типа самолёта, канадской компанией «Bombardier», и авиационными властями некоторых стран выпущены дополнительные нормативы, ужесточающие требования к обеспечению противообледенительной обработкой указанного типа лайнеров, в том числе по более раннему включению и выключению антиобледенительных систем крыла, двигателя и других составляющих авиасудна. Такие меры приняты после целого ряда происшествий с самолётами CRJ, аналогичных тем, что произошли с самолётом авиакомпании «Белавиа». Данная ситуация говорит о том, что своевременно не изучаются аналогичные ситуации с похожими типами самолётов (Катастрофа Ту-134 под Минском).
- До 14 февраля 2008 года самым крупным происшествием с самолётами авиакомпании «Белавиа» была нештатная ситуация 6 января 2003 года с Як-40, стекло кабины пилотов которого треснуло вскоре после того, как лайнер вошёл в воздушное пространство Чехии. В сопровождении двух истребителей чешских ВВС пилотам белорусского самолёта удалось успешно посадить Як-40 в пражском международном аэропорту Рузине[47].
- 7 марта 2011 года в киевском аэропорту Борисполь совершил аварийную посадку самолёт CRJ 100/200, совершавший полёт по маршруту «Киев-Минск». Самолёт вернулся в аэропорт вылета после того, как через 20 минут полёта начало наблюдаться задымление салона[48].
- 12 августа 2011 года в аэропорту города Сочи совершил аварийную посадку самолёт Боинг 737, совершавший полёт по маршруту «Батуми — Минск». «При наборе самолётом высоты приборы в кабине пилотов показали, что пассажирский салон не герметизируется. Экипажем было принято решение о совершении вынужденной посадки в ближайшем аэропорту», — пояснили в «Белавиа»[49].
- 4 апреля 2012 года в аэропорту Минск-2 совершил аварийную посадку самолёт «Боинг 737» авиакомпании «Белавиа». Самолёт, направлявшийся по маршруту «Минск-Ашхабад», вынужден был вернуться и совершить аварийную посадку в 0:38 часов местного времени. «При взлёте из минского аэропорта в кабине пилотов сработал сигнал о неисправности правой стойки шасси», — комментарий МЧС. В результате аварийной посадки самолёта никто не пострадал. На борту находились 96 пассажиров и 8 членов экипажа[50].
- 21 октября 2016 года самолёт «Боинг 737−800» (бортовой номер EW-456PA) авиакомпании «Белавиа», выполнявший рейс В2−840 из киевского аэропорта Жуляны в Минск, был возвращён в аэропорт вылета по требованию Службы безопасности Украины. Экипажу было заявлено, что в случае невыполнения команды в воздух будут подняты истребители. После посадки правоохранительные органы Украины сняли с рейса пассажира, гражданина Армении. МИД Белоруссии в связи с происшествием заявил протест и вручил ноту Украине в связи с принудительной посадкой в Киеве белорусского лайнера. В СБУ опровергают информацию о том, что самолёт заставили вернуться в Киев под угрозой поднять истребители[51]. 1 ноября белорусская сторона опубликовала расшифровку переговоров рейса «Белавиа» с украинским диспетчером, в которой экипаж самолёта получает предупреждение, что за невыполнение будет поднята боевая авиация на перехват[52].
- 13 марта 2017 года самолёт «Боинг 737» (бортовой номер EW-282PA) авиакомпании «Белавиа», выполнявший рейс B2-983 маршруту Минск-Москва (аэропорт Домодедово) из-за неисправности системы закрылок был вынужден возвратиться в аэропорт вылета после 45 минут полёта в зоне ожидания аэропорта[53].
- 22 декабря 2017 самолёт «Боинг 737-300» после посадки в киевском аэропорту Борисполь при сруливании с ВПП задел передним шасси грунт и выкатился на грунт[54].
- 9 декабря 2018 после посадки в сложных метеоусловиях воздушное судно, выполнявшее рейс В2 845 из Минска в киевский аэропорт Борисполь, во время пробега правой стойкой шасси задело грунт. Командир корабля устранил боковое отклонение самолёта, после чего самолёт продолжил движение по взлётно-посадочной полосе, зарулив на стоянку для парковки. Самолёт получил незначительные повреждения. Никто из пассажиров и членов экипажа не пострадал[55].
- 12 июля 2019 самолёт Boeing 737−300 с бортовым номером EW 336PA, выполнявший рейс B2 847 из Минска в киевский аэропорт Жуляны, при посадке сошёл со взлётно-посадочной полосы. Ни один из находившихся на борту 139 пассажиров и 5 членов экипажа в результате происшествия не пострадал. Самолёт получил незначительные повреждения[56].
- 26 мая 2021 Embraer E195 вылетел по маршруту Минск-Барселона и долетел до границы с Польшей, однако не пересёк её и начал кружить в районе Бреста, Кобрина и Пружан. Лайнер сделал не менее семи кругов, после чего развернулся и направился в Национальный аэропорт Минск[57].
- 2 июня 2021 года из Хургады в Минск самолёт экстренно совершил аварийную посадку в Краснодаре. На борту находилось 180 человек. Как сообщила пресс-служба аэропорта Краснодара, самолёт совершил вынужденную посадку из-за технических проблем в топливной системе. Борт штатно совершил посадку в 0:42. В 8:32 за пассажирами прибыл резервный борт. 25 июня 2021 году рейс Белавиа, который летел в Анталии, пролетел через Латвию[58]. Самолёт из Минска вылетел в 16:40.
- 26 июля 2021 года самолёт Boeing 737-800 совершил экстренную посадку в Москве (Домодедово) из-за неисправности в одном двигателе. Над Воронежем самолёт подал сигнал бедствия. Над Москвой кружил с одним двигателем. Никто не пострадал.

### Комментарии
1. ↑  26 мая, Европейское агентство по безопасности полётов (EASA) рекомендовало европейским и прочим авиаперевозчикам избегать воздушного пространства Белоруссии. К тому моменту множество авиакомпаний самостоятельно приняли решение не летать над Белоруссией. Среди них Air France, Austrian Airlines, Air Baltic, Finn Air, Wizz Air, All Nippon Airways и Singapore Airlines[38].